# I2P
I2P (Invisible Internet Project), är ett fritt och open source-projekt som vill skapa ett anonymt nätverk, eller riktigare ett pseudonymt nätverkslager. 
I2P-nätverk är ett nätverkslager som tillämpningar kan utnyttja för att anonymt och krypterat skicka och ta emot meddelanden.
Vanliga användningsområden är anonym surfning på webbsidor, chatt, bloggning och filöverföring.
Huvuddelen av utvecklarna har sitt ursprung ifrån projekten IIP och Freenet. I2P-utvecklingen får också stöd av ett antal andra personer.

## Teknisk design
I2P betraktas som beta-programvara sedan 2003. Utvecklarna betonar att det troligen fortfarande finns buggar i programvaran och att det inte utförts tillräckligt mycket referentgranskning på systemet. De anser dock att koden är någorlunda stabil och välutvecklad, och att mer exponering kan hjälpa utvecklingen av I2P. 
I2P-nätverket baseras på standardprotokoll som IP. Till dessa basprotokoll finns sedan mer tillämpningsorienterade protokoll som liknar TCP och under utveckling är ett nytt UDP baserad SSU transportprotkoll).
All kommunikation mellan I2P-routrar är krypterad. Totalt finns det fyra lager av kryptering av ett meddelande som skickas, och destinationen av ett meddelande är en kryptografisk identitet (ett par publika nycklar), så att den som skickar eller tar emot meddelande inte behöver avslöja sin IP adress till varandra eller någon som övervakar kommunikationen.
I2P är ett anonymt P2P-distribuerat kommunikationslager vars design gör det möjligt att köra "alla" traditionella internet tjänster (till exempel Usenet, E-mail, IRC, fildelning, Web hosting och HTTP, Telnet), och även mer traditionella tjänster som distribuerade tjänster (till exempel ett distribuerat datalager, Squid-webbproxynätverk och DNS). Följande är en detaljerad lista över program och exempel.

### I2P Applikation
Chat: Snabbmeddelanden och IRC klienter.
Fildelning: ED2K och Gnutella klienter, integrerat BitTorrent-klient.
Webmail: Integrerad webbmail gränssnitt, plugin för Server webmail.
Surfning: Anonyma webbplatser, portar till och från det publika Internet.
Blogga och forum: Bloggar och Syndie plugins.
Webbhotell: Integrerad anonym webbserver.
Decentraliserad fillagring: Tahoe-LAFS distribuerade filsystemet plugin.

### I2PTunnel
I2PTunnel är en applikation inbakad i I2P som möjliggör att vanliga TCP/IP-applikationer kan kommunicera över I2P genom att konfigurera ingående och utgående "tunnlar" som sedan applikationen ansluter till lokalt genom förkonfigurerade portar.

### SAM
SAM är ett protokoll som möjliggör att en klient-applikation skriven i vilket programmeringsspråk som helst kan kommunicera över I2P genom att använda ett socketbaserat gränssnitt till I2P-routern.

### BitTorrent
Det finns i dagsläget flertal klienter för BitTorrent-funktionalitet inom I2P-nätverket, vilket bygger på att användare ansluter sig till så kallad tracker på I2P-nätverket med hjälp av en webbläsare för att ladda hem .torrent-filer. Användare kan inte ansluta till torrent-klienter utanför I2P-nätverket eller från vanliga internet ansluta till en tracker-webbsida eller klienter som existerar i I2P-nätverket.

I2PSnark, är inkluderat i I2Ps installationspaket. Det är en port av BitTorrent-klienten Snark.
Vuze, tidigare känd som Azureus, är en Bittorrent-klient som inkluderar en plugin för I2P som ger möjligheten att använd I2P-nätverket.
I2P-BT var en Bittorrent-klient för I2P, denna klient var en modifierad version av originalklienten BitTorrent 3.4.2 som fanns till Windows och de flesta unix med ett grafiskt gränssnitt och ett kommandobaserad program. Den var utvecklad av en person kallad "duck" i samarbete med "smeghead". Klienten är inte vidareutvecklad, men det är en liten instats för att uppgradera I2P-BT till version 4.0 av BitTorrent.
I2PRufus är en portning av Rufus BitTorrent klient.

### eDonkey iMule

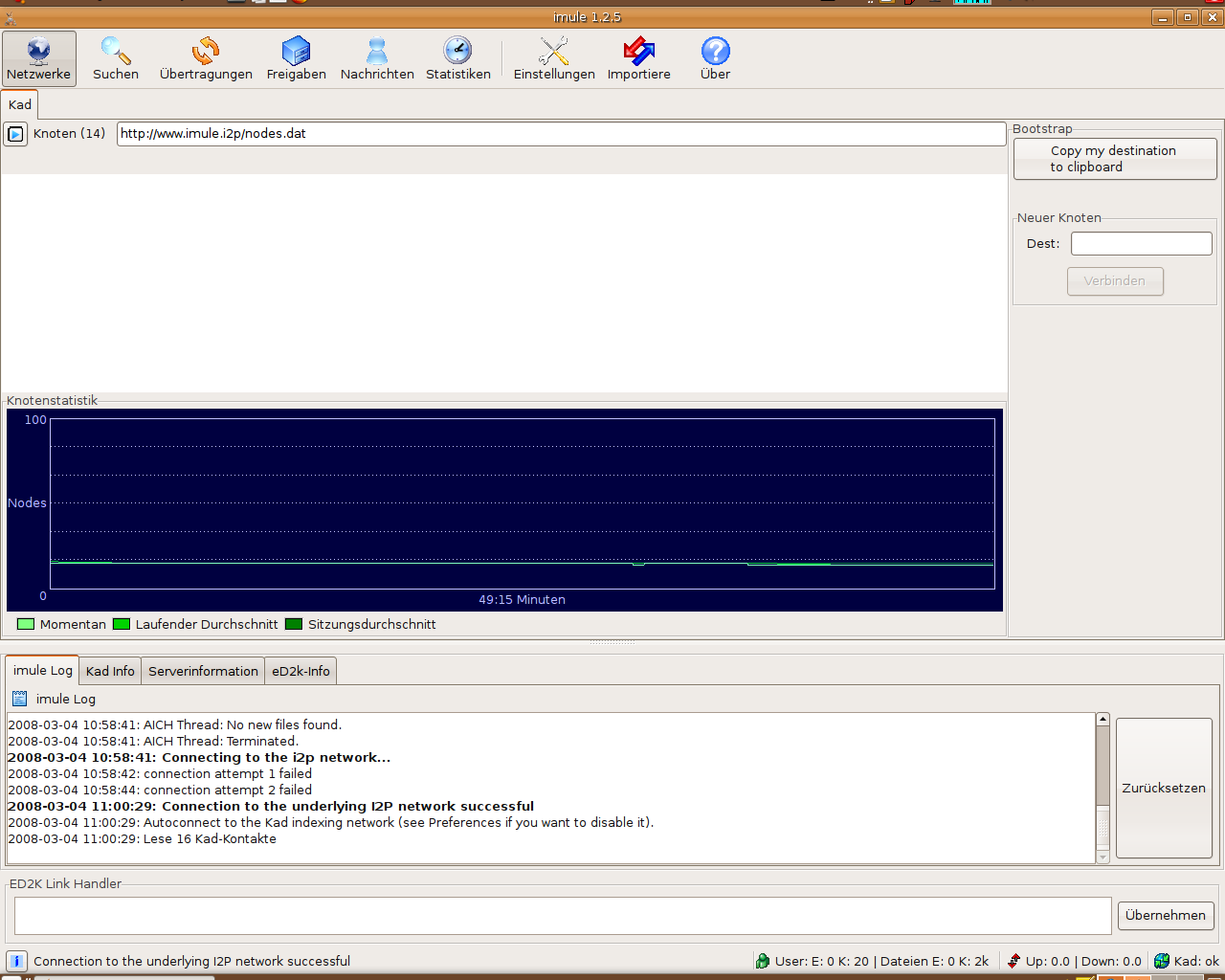
iMule

iMule (invisible Mule)  är en portning av 'All-Platform'-klienten aMule för I2P.
Den är skapad för anonym fildelning över I2P-nätverket. Version 1.2.3 och senare inkluderad en I2P-router i installationen så att ingen annan mjukvara behöver installeras/konfigureras för att använda iMule. Hur som helst, vill man använda andra tjänster på I2P (Bittorrent, Gnutella, anonyma e-post och webbsidor...) krävs en full installation av I2P.
Till skillnad ifrån andra eDonkey klienter använder iMule Kademlia för att ansluta till fildelningsnätverket så det krävs inga andra tjänster.

### Gnutella I2Phex
I2Phex är en variant av den populära Gnutellaklienten Phex för användning på I2P-nätverket. Den är stabil, funktionell och anonym. Det är den första fullt funktionella klienten för anonym filöverföring, huvudsakligen för att klienten är baserad på Phex programkod.

### Susimail
I2P har också en pseudonym e-posttjänst Susimail.

### Syndie
Syndie är en blogapplikation för I2P, vilket också fungerar genom Tor-nätverket.

## Terminologi
EepsiteEepsites I2P är en plats inom nätverket. Eepsite namn slutade med .i2p, såsom ugha.i2p eller forum.i2p. EepProxy kan lokalisera dessa platser genom the cryptographic identifier keys lagrad i hosts.txt fil finns inom I2P programkatalogen. Typiskt, I2P för att komma åt dessa eepsajter.
.i2pär en pseudo-top-level domain som gäller endast inom I2P overlay network omfattning. .i2p names are resolved av webbläsare genom att skicka in ansökningar om att EepProxy vilken kommer att lösa namn till en I2P peer-nyckel och kommer att hantera dataöverföringar över I2P nätverket samtidigt som den är transparent för webbläsaren.
EepProxyDen EepProxy programmet hanterar all kommunikation mellan webbläsaren och någon eepsite. Den fungerar som en proxy server som kan användas av alla web browser.
Peers, I2P nodesÖvriga maskiner med I2P som är anslutna till användarens dator i nätverket. Varje maskin inom nätverksresurser för routing och vidarebefordran av krypterad packets.
TunnelsVar tionde minut, en anslutning upprättas mellan användarens dator och en annan peer. Data till och från användaren, tillsammans med uppgifterna för andra kamrater (dirigeras via användarens dator), passera genom dessa tunnlar och vidarebefordras till slutdestinationen (kan omfatta mer jumps).

## Huvuddragen i I2P jämfört med Tor
1.	Säkerhet
I2P använder enkelriktade tunnlar i stället för dubbelriktade kretsar i Tor, en fördubbling av antalet noder en peer måste kompromissa för att få samma information. Skydd mot att upptäcka kundaktivitet, även om en angripare deltar i tunneln, som tunnlar används till mer än att bara passera början till slut meddelanden (t.ex. netDb, tunnelhantering, tunnel provning). Därför är det svårare att spåra och analysera användarens källans IP och identitet.  Förutom det är tunnlar i I2P kortlivade, vilket minskar antalet försök en angripare har för att utföra en attack, till skillnad från kretsar i Tor som vanligtvis har längre livstid.  
2.	Svårt att vara blockerad
Katalogservrar för I2P är varierande och inte tillförlitlig, snarare än hårdkodad. I2P API är utformad speciellt för anonymitet och säkerhet, medan SOCKS är designad för funktionalitet. Därför I2P är svårare att spåra och blockeras.
3.	Hastighet för dataöverföring är relativt långsam
Eftersom I2P nätverksvägar dynamiskt formade och uppdateras, är det inte lika snabbt som Tor i dataöverföring.